# Graphocephala consobrina
Graphocephala consobrina är en insektsart som beskrevs av Fowler 1899. Graphocephala consobrina ingår i släktet Graphocephala och familjen dvärgstritar. Inga underarter finns listade i Catalogue of Life.